# Guilherme Augusto Alves Dellatorre
Guilherme Augusto Alves Dellatorre (* 1. Mai 1992 in São José do Rio Preto), auch Dellatorre genannt, ist ein brasilianischer Fußballspieler.

## Karriere
Das Fußballspielen erlernte Dellatorre bei den brasilianischen Vereinen Rio Preto EC und Desportivo Brasil. Seinen ersten Vertrag unterschrieb er 2010 bei seinem ersten Jugendverein Rio Preto EC, seinen zweiten Vertrag 2011 bei seinem zweiten Jugendverein Desportivo Brasil. Hier wurde er jedoch von 2011 bis 2012 an Internacional Porto Alegre und von 2012 bis 2013 an die B–Mannschaft des portugiesischen Erstligisten FC Porto ausgeliehen. Von 2013 bis 2016 stand er bei Athletico Paranaense unter Vertrag. Hier erfolge 2014 eine Ausleihe nach England zu den Queens Park Rangers. 2016 wurde er an den thailändischen Erstligisten Suphanburi FC ausgeliehen. Nach der Leihe wurde er 2017 fest von Suphanburi verpflichtet. 2018 ging er nach Europa und schloss sich APOEL Nikosia, einem Verein der Republik Zypern, an. 2019 kehrte Dellatorre wieder nach Thailand zurück und stand von Juli bis Dezember wieder beim Erstligisten Suphanburi FC unter Vertrag. Die Rückserie absolvierte er neun Spiele in der Thai League. Im Februar 2020 ging er wieder in sein Heimatland und schloss sich dem Mirassol FC aus Mirassol an. Ende Juli 2020 nahm ihn der Zweitligist Grêmio Esportivo Brasil aus Pelotas unter Vertrag. Im Februar 2021 verpflichtete ihn CS Alagoano. Mit dem Verein aus Maceió gewann er 2021 die Staatsmeisterschaft von Alagoas. Über die Station AC Goianiense wechselte er im März 2022 nach Japan, wo er einen Vertrag beim Zweitligisten Montedio Yamagata unterschrieb. Nach zwei Spielzeiten, in denen er 57 Ligaspiele bestritt, kehrte er im Januar 2024 in seine Heimat zurück. Hier nahm ihn sein ehemaliger Verein Mirassol FC unter Vertrag.

## Erfolge
Internacional Porto Alegre
- Recopa Sudamericana: 2011

Internacional Porto Alegre
- Staatsmeisterschaft von Rio Grande do Sul: 2012

APOEL Nikosia
- First Division (Zypern): 2017/18, 2018/19
- Zyprischer Fußballpokal: 2018/19 – Finalist

CS Alagoano
- Staatsmeisterschaft von Alagoas: 2021